# 久保田英敬
久保田 英敬（くぼた ひでのり、1971年7月11日 - ）は、埼玉県出身の元騎手・現調教助手。

## 来歴
1990年には競馬学校を第6期生として卒業して騎手免許を取得し、同期には村山明・牧田和弥・江田照男・濱野谷憲尚らがいる。
1年目の1990年は3月3日の阪神第2競走4歳未勝利・トウカイメモリー（8頭中4着）で初騎乗を果たし、同24日の阪神第8競走4歳以上500万下・トウカイシャークで初勝利を挙げ、同年は7勝をマーク。
2年目の1991年には3月9日・10日の小倉で初の2日連続勝利、31日の京都で初の1日2勝、4月20日・21日の新潟で初の2日連続1日2勝、10月6日の福島では3連勝を含む1日4勝を挙げる。初の2桁で自己最多の36勝をマークし、1994年まで4年連続2桁勝利を記録。
3年目の1992年にはブレスレットで小倉大賞典ではレッツゴーターキン・イクノディクタスに先着する5着、小倉で行われた中京記念ではイクノディクタス・キョウエイタップを抑えてムービースターの2着に入った。ミルフォードメッセでカーネーションカップでは単勝1.4倍の1番人気シンコウラブリイに先着する4着、中日スポーツ賞4歳ステークスではキョウエイボーガン・アラシに次ぐと同時にタケノベルベットを抑えて牝馬最先着の5着に入った。河内洋から乗り替わったチャンネルフォーで阪急杯3着、レッドビエントで新潟記念3着に入った。
1993年には冬の小倉戦で1月30日・31日に2度目の2日連続1日2勝、3月7日には初の1日3勝 を挙げる。小倉で2年続けて行われた中京記念ではナリタハヤブサでアラシとクビ差2着に入り、4歳時以来の芝での連対を果たす。4月24日の新潟第2競走4歳未出走ではワイルドフットでサマニベッピンに勝利し、新潟大賞典ではハヤノキックでハシノケンシロウ・シャコーグレイド・セキテイリュウオーに次ぐと同時にカリブソング・ツインターボを抑えて5着に入った。5月29日の阪神第4競走4歳未勝利では16頭中15番人気のニシノアトラスで6番人気オトメゴコロの2着に入って枠連・馬連3万馬券を演出し、9月18日の阪神第5競走3歳新馬ではキョウトシチーで2着に入り、2年ぶりで最後の20勝超えとなる27勝をマーク。
1994年には3月13日の小倉第11競走宗像特別をシンウルフ産駒の九州産馬ウイニングヒロオーで16頭中14番人気ながら勝利し、11月5日の福島第6競走4歳未勝利・ロングシャーマンで通算100勝を達成 。
1996年には函館3歳ステークスで田所秀孝厩舎の重賞初出走となったシルクマスタングに騎乗しマイネルマックスの4着に入り、2年ぶりで最後の2桁勝利となる12勝をマーク。
1997年にはミスターシービー産駒スターセレッソでマリーンカップ2着、アンタレスステークスでは中央の初代ダート王シンコウウインディに先着する4着に入った。NHKマイルカップでは田所厩舎のGI初出走となったシルクマスタングで9着ながらワシントンカラー・マイネルマックスに先着し、芝1800mになった札幌3歳ステークスではカネトシウイングで5着に入り、中京ではユーセイトップランで2勝した。
2001年12月22日の阪神競馬第5競走障害3歳以上未勝利・マチカネスズノスケで障害初騎乗を果たすが競走を中止し、2002年には初めて0勝に終わる。
2003年には2月23日の京都第5競走障害4歳以上未勝利・ディープインサイドで障害初勝利を挙げ、9月6日の小倉第5競走障害3歳以上未勝利・フレノキャプテンが最後の勝利となり、最後の重賞騎乗で唯一の障害重賞での騎乗となった阪神ジャンプステークスではフレノキャプテンで4着に入った。
2004年には障害戦のみに騎乗し、2着は2回あったが勝ち星は挙げれず、5月30日の中京第5競走障害3歳以上未勝利・フクノスキー（14頭中6着）が最後の騎乗となった。
6月18日には田所厩舎からに移籍し、7月20日付で現役を引退。
引退後は岡田厩舎の調教助手に転業した。

## 騎手成績
| 通算成績 | 1着 | 2着 | 3着 | 4着以下 | 出走回数 | 勝率 | 連対率 |
| -------- | --- | --- | --- | ------- | -------- | ---- | ------ |
| 平地     | 147 | 173 | 193 | 2022    | 2535     | .058 | .126   |
| 障害     | 2   | 7   | 1   | 64      | 74       | .027 | .122   |
| 計       | 149 | 180 | 194 | 2086    | 2609     | .057 | .126   |